# Coupe de France de hockey sur glace 2005-2006
Navigation
Coupe de France 2005 Coupe de France 2007
La finale de la Coupe de France de hockey sur glace 2005-06 s'est déroulée à Méribel devant 2 500 spectateurs.

## Déroulement de la compétition

### Tour préliminaire
Le tour préliminaire s'est déroulé les samedi 1er et 8 octobre.
1er octobre
- Corsaires de Nantes - La Roche-sur-Yon 2-5 (2-2,0-1,0-2)
- Diables Noirs de Tours - Les Dogs de Cholet 7-2
- Hockey Club du Havre - Cherbourg 11-1
- Phénix de Reims - Gothiques d'Amiens II 3-4
- Meudon - Castors d'Asnières 2-3 a.p. (1-1,0-1,1-0,0-1)
- ACBB - Jets de Viry-Chatillon 1-6 (0-3,1-0,0-3)
- Français Volants - Évry 7-2 (1-1,0-1,6-0)
- Elans de Champigny-sur-Marne - Jokers de Cergy-Pontoise 3-13 (0-2,1-7,2-4)
- Castors d'Avignon - Bélougas de Toulouse  6-5 (0-2,3-1,3-2)
- Sangliers Arvernes de Clermont-Ferrand - Éléphants de Chambéry 3-10 (0-3,1-4,2-3)
- Chevaliers du Lac d'Annecy - Lynx de Valence 7-3
- Nice Hockey Côte d'Azur - Orcières-Merlette 8-1 (4-0,0-1,4-0)

8 octobre
- Alpe d'Huez - Avalanches du Mont-Blanc II 1-4 (0-2,1-2,0-0)

### Seizièmes de finale
Les seizièmes de finale se sont déroulés le mardi 25 octobre, le mercredi 26 octobre et le jeudi 10 novembre.
25 octobre
- La Roche-sur-Yon - Drakkars de Caen 3-2 (1-0,1-1,1-1)
- Chiefs de Garges-lès-Gonesse - Gothiques d'Amiens 3-3 (0-2,2-1,1-0) / 2-3 aux tirs au but
- Hockey Club du Havre - Français Volants 3-0 (0-0,2-0,1-0)
- Gothiques d'Amiens II - Jokers de Cergy-Pontoise 5-0 (3-0,1-0,1-0)
- Bisons de Neuilly-sur-Marne - Jets de Viry-Chatillon 4-3 (1-2,0-0,3-1)
- Vipers de Montpellier - Limoges 7-2 (2-0,2-0,3-2)
- Orques d'Anglet - Castors d'Avignon 9-1 (5-0,3-1,1-0)
- Avalanches du Mont-Blanc II - Chamois de Chamonix 4-3
- Diables Rouges de Briançon  - Chevaliers du Lac d'Annecy6-1 (1-0,2-1,3-0)
- Lions de Lyon - Avalanches du Mont-Blanc 1-8 (0-4,1-2,0-2)
- Pingouins de Morzine-Avoriaz - Brûleurs de Loups de Grenoble 0-5 (0-1,0-2,0-2)

26 octobre
- Ducs de Dijon - Épinal 4-1 (3-1,1-0,0-0)
- Éléphants de Chambéry - Rapaces de Gap 4-9
- Diables Noirs de Tours - Ducs d'Angers 2-4 (1-2,1-1,0-1)
- Castors d'Asnières - Dragons de Rouen 2-7 (0-2,2-3,0-2)

10 novembre
- Nice Hockey Côte d'Azur - Ours de Villard-de-Lans 4-6 (1-3,0-2,3-1)

### Huitièmes de finale
Les huitièmes de finale se sont déroulés le mardi 22 novembre et le mercredi 23 novembre..
22 novembre
- Hockey Club du Havre - Gothiques d'Amiens 2-6 (1-1,0-5,1-0)
- Dragons de Rouen - Bisons de Neuilly-sur-Marne 8-5 (2-1,4-3,2-1)
- La Roche-sur-Yon - Ducs d'Angers 1-6 (0-2,1-3,0-1)
- Gothiques d'Amiens II - Ducs de Dijon 2-8 (1-0,0-6,1-2)
- Vipers de Montpellier - Orques d'Anglet 1-5 (1-0,0-4,0-1)
- Rapaces de Gap - Avalanches du Mont-Blanc 1-5 (0-0,1-4,0-1)
- Avalanches du Mont-Blanc II - Ours de Villard-de-Lans 0-7 (0-1,0-3,0-3)

23 novembre
- Brûleurs de Loups de Grenoble - Diables Rouges de Briançon 2-2 (0-0,1-1,1-1,0-0) / 1-2 t.a.b.

### Quarts de finale
Les quarts de finale se sont déroulés le mardi 6 décembre.
- Gothiques d'Amiens - Ducs d'Angers 2-4 (1-2,0-2,1-0)
- Orques d'Anglet - Dragons de Rouen 6-5 t.a.b. (3-1,1-3,1-1,0-0,1-0)
- Ours de Villard-de-Lans - Diables Rouges de Briançon 0-6 (0-2,0-2,0-2)
- Avalanches du Mont-Blanc - Ducs de Dijon 3-7 (0-0,0-3,3-4)

### Demi-finales
Les demi-finales se sont déroulées le mardi 31 décembre.
- Ducs de Dijon - Orques d'Anglet 6-5 t.a.b. (1-0,3-1,1-4,0-0,1-0)
- Diables Rouges de Briançon - Ducs d'Angers 3-2 a.p. (1-1,1-1,0-0,1-0)

### Finale
La finale s'est déroulée le mardi 28 février 2006.
Feuille de match
- Diables Rouges de Briançon - Ducs de Dijon 2-3 après prolongation (1-2,0-0,1-0,0-1)
- Pénalités pour Briançon : 12 min. Pénalités pour Dijon : 8 min.
- Buts pour Briançon : 9 min 41 s, Kinnunen (Dahlin); 59 min 19 s, Millar (Lyness).
- Buts pour Dijon: 5 min 41 s, Brodin (Palov); 5 min 55 s, Kristin (Dugas); 67 min 31 s, Rousselin [infériorité numérique].

Dijon remporte la Coupe de France 2005-2006.